# Joseph Dja Blé
Joseph Dja Blé (né le 1er janvier 1956 à Bouakakro) est un inspecteur général de police et homme politique de Côte d'Ivoire.

## Biographie
Après des études à l'Université de Dijon en France il travaille dans le domaine de la sécurité puis s'inscrit à l’École Nationale de Police en Côte d'Ivoire. Commissaire dans les années 1990, il est nommé Préfet de Police de Man en décembre 1999 puis Directeur des Renseignements Généraux (D.R.G.) en février 2000.
En décembre 2005, il intègre le gouvernement ivoirien de Charles Konan Banny en tant que Ministre de l'Intérieur puis devient le Ministre de la Sécurité en septembre 2006.
Alors qu'il était en poste comme ministre, il lutte contre le tribalisme au sein des forces de polices et encourage l'admission sur le mérite et non sur un critère tribal,.
Fin des années 2010, il est inspecteur général de police et lutte contre la corruption des forces de polices. En novembre 2019 il est nommé Président du Conseil de surveillance de l’ONECI (Office national de l'État civil et de l'identification).

## Distinctions
- 1992 : Médaille d'Honneur de la Police Nationale[1]
- 2002 : Chevalier de l'Ordre national[1]